# محمد کامل عمرو
محمد کامل عمرو (زادهٔ ۱ دسامبر ۱۹۴۲) یک دیپلمات اهل مصر است. وی وزیر امور خارجه مصر از ۲۰۱۱ تا ۲۰۱۳ بود. وی از منصب خود در ۲ ژوئیه ۲۰۱۳ استعفا داد.